# Fernando De Napoli
Fernando de Napoli (ur. 15 marca 1964 w Chiusano di San Domenico) – włoski piłkarz występujący na pozycji pomocnika. W trakcie swojej kariery piłkarskiej mierzył 178 cm wzrostu.

## Kariera klubowa
De Napoli swoją piłkarską karierę rozpoczął w 1982 roku w Rimini Calcio, które wówczas występowało w Serie C. Przez cały sezon występował w podstawowej jedenastce. Potem przeszedł do innego włoskiego klubu – U.S. Avellino. Przez pół roku nie grał w pierwszym składzie, jednak z czasem stał się podstawowym graczem swojego klubu. Po trzech sezonach grania w ekipie Biancoverdi przeniósł się w 1986 roku do klubu grającego w Serie A – SSC Napoli. Już w pierwszym sezonie jego drużyna została Mistrzem Włoch i zdobyła Puchar Włoch, a Fernando bardzo się do tego przyczynił występując w 28 ligowych spotkaniach i strzelając jednego gola. Rok później drużyna Partenopei nie zdołała powtórzyć tego sukcesu i zajęła 2. miejsce w lidze. W sezonie 1989/90 SSC Napoli znowu wygrali ligę. Rok później zdobyli także Superpuchar Włoch. Po tak wielu sukcesach w 1992 roku przeszedł do A.C. Milan. Tam jednak w ciągu dwóch sezonów wystąpił w zaledwie dziewięciu spotkaniach. W tym czasie Milan został dwa razy Mistrzem Włoch i zdobył Superpuchar. W 1994 roku zaczął występować w A.C. Reggiana 1919. Wystąpił tam w 58 meczach. Po sezonie 1996/97 Fernando zakończył karierę.

## Kariera reprezentacyjna
W latach 1983–1986 De Napoli występował w młodzieżowej reprezentacji swojego kraju. W reprezentacji A zadebiutował 11 maja 1986 w meczu z Chinami. Fernando wówczas występował w SSC Napoli. Włochy wygrały 2-0. W tym samym roku selekcjoner Enzo Bearzot powołał go na mundial. Na tym turnieju Włosi dotarli do 1/8 finału a sam Fernando zagrał we wszystkich czterech spotkaniach. 10 czerwca 1987 w towarzyskim meczu z reprezentacją Argentyny zdobył swojego jedynego gola w barwach narodowych. Rok później został powołany przez Azeglio Viciniego do kadry na Euro 1988. Na niemieckich boiskach Włosi dotarli do półfinału. W 1990 roku został powołany przez tego samego selekcjonera do kadry na mundial. Na tych mistrzostwach Azzurrri dotarli do półfinału a sam Fernando zagrał we wszystkich sześciu meczach. Łącznie w barwach narodowych wystąpił w 54 spotkaniach i zdobył 1 bramkę.

## Sukcesy

### SSC Napoli
- wygranie Serie A (2):1987, 1990
  - wicemistrz (1):1988
- Puchar Włoch (1):1987
- Superpuchar Włoch (1):1991

### A.C. Milan
- zwycięzca Serie A (2):1993, 1994
- Superpuchar Włoch (1):1993